# Église Saints-Vincent-et-Anastase de Schwenheim
L'église Saints-Vincent-et-Anastase est un monument historique situé à Schwenheim, dans le département français du Bas-Rhin.

## Localisation
Ce bâtiment est situé dans le village de Schwenheim.

## Historique
L'édifice fait l'objet d'une inscription au titre des monuments historiques depuis 1996.